# Toné
Toné är en ort i Burkina Faso.   Den ligger i regionen Boucle du Mouhoun, i den centrala delen av landet, 170 km sydväst om huvudstaden Ouagadougou. Toné ligger 262 meter över havet och antalet invånare är 2 536.
Terrängen runt Toné är platt, och sluttar västerut. Närmaste större samhälle är Laro, 11,6 km sydväst om Toné.
Omgivningarna runt Toné är en mosaik av jordbruksmark och naturlig växtlighet. Runt Toné är det ganska glesbefolkat, med 45 invånare per kvadratkilometer.